# Daniela Solera
Daniela Solera Vega (* 21. Juli 1997 in Alajuela) ist eine costa-ricanische Fußballtorhüterin.

## Karriere

### Vereine
Ihre Karriere begann im Jahr 2016 bei Alajuelense FF. Danach wechselte sie nach Kolumbien, wo sie nun in der von 2017 an bis Anfang 2019 für Atletico Huila im Tor stand. Ihr nächste Karrierestation war ab Februar 2019 in Finnland, wo sie Teil der Mannschaft von KuPS Kuopio wurde. Anfang 2020 kehrte sie nochmal nach Kolumbien zurück, diesmal kam sie jedoch bei Independiente Santa Fe unter. Dort war sie nun nochmal bis Sommer 2021 aktiv und kehrte nach Europa zurück. Dort schloss sie sich zur Saison 2021/22 in Spanien dem Santa Teresa CD an. Nach dem Abstieg aus der Primera División kehrte sie in ihre Heimat zurück. Dort hütet sie nun für den Sporting FC seit Sommer 2022 das Tor.

### Nationalmannschaft
Ihr erstes bekanntes Spiel für die costa-ricanische A-Nationalmannschaft hatte sie am 13. Juni 2018 bei einem 2:2-Freundschaftsspiel gegen Chile, bei dem sie von Beginn an im Kasten stand. Auch in diesem Jahr gehörte sie später noch zum Kader der Mannschaft beim Gold Cup 2018.
Danach kam sie einige Jahre erst einmal nicht mehr zum Einsatz. Erst ab Sommer 2021 folgten dann wieder ein paar Einsätze in Freundschaftsspielen. Im darauffolgenden Jahr sammelte sie auch einige Einsätze bei der CONCACAF W Championship 2022.
Am 8. Juli 2023 wurde sie für den Kader der Weltmeisterschaft 2023 nominiert.